# Talides alternata
Talides alternata är en fjärilsart som beskrevs av Bell 1941. Talides alternata ingår i släktet Talides och familjen tjockhuvuden. Inga underarter finns listade i Catalogue of Life.